# (477) Italia
(477) Italia – planetoida z pasa głównego asteroid okrążająca Słońce w ciągu 3 lat i 276 dni w średniej odległości 2,42 j.a. Została odkryta 23 sierpnia 1901 roku w Landessternwarte Heidelberg-Königstuhl w Heidelbergu przez Luigi Carnerę. Nazwa planetoidy pochodzi od łacińskiej nazwy Włoch, ojczyzny odkrywcy. Przed nadaniem nazwy planetoida nosiła oznaczenie tymczasowe (477) 1901 GR.